# コールミー・バイ・ノーネーム
『コールミー・バイ・ノーネーム』は、斜線堂有紀による小説。
2025年1月より、毎日放送にてテレビドラマが放送された。

## 書誌情報
- 斜線堂有紀（原作）・くわばらたもつ（イラスト）『コールミー・バイ・ノーネーム』星海社FICTIONS、2019年9月17日発売、ISBN 978-4-06-517200-1

## テレビドラマ
2025年1月10日（9日深夜）から2月28日（27日深夜）まで毎日放送の「ドラマフィル」枠で放送された。主演は工藤美桜と尾碕真花。

### キャスト

#### 主要人物
世次愛（よつぎ めぐみ）
演 - 工藤美桜

古橋琴葉（ふるはし ことは）
演 - 尾碕真花

#### 周辺人物
矢端束（やばた たばね）
演 - 中井友望
愛の同級生で恋の相談相手。
村山早苗
演 - 三原羽衣
愛の同級生で、琴葉と愛の関係を不安視する友人。
村田学
演 - 橋本涼
琴葉のことを本気で好きになり翻弄されていく大学生。
橋立天（はしだて そら）
演 - さとう珠緒

### スタッフ
- 原作 - 斜線堂有紀『コールミー・バイ・ノーネーム』（星海社FICTIONS）[1]
- 監督 - 枝優花[1]
- 脚本 - 松ケ迫美貴[1]
- 音楽 - 原田智英[1]
- オープニング主題歌 - 水槽「スードニム」[3]
- エンディング主題歌 - yonige「Without you」[4]
- インティマシーコーディネーター - 西山ももこ[1]
- LGBTQ 監修 - 五十嵐ゆり[1]
- プロデューサー - 上浦侑奈、瀬島翔、馬渕修[1]
- 制作 - スタジオブルー[1]
- 製作 - 「コールミー・バイ・ノーネーム」製作委員会、毎日放送[1]

### 放送日程
| 話数   | 放送日  | サブタイトル |
| ------ | ------- | ------------ |
| 第一夜 | 1月10日 | 恋人の証明   |
| 第二夜 | 1月17日 | 対の証明     |
| 第三夜 | 1月24日 | 深海の証明   |
| 第四夜 | 1月31日 | 善意の証明   |
| 第五夜 | 2月07日 | 好きの証明   |
| 第六夜 | 2月14日 | 呪いの証明   |
| 第七夜 | 2月21日 | 彼女の証明   |
| 最終夜 | 2月28日 | 愛の証明     |

### 放送局
| 放送期間                | 放送時間                     | 放送局       | 対象地域   | 備考           |
| ----------------------- | ---------------------------- | ------------ | ---------- | -------------- |
| 2025年1月10日 - 2月28日 | 金曜 1:00 - 1:30（木曜深夜） | テレビ神奈川 | 神奈川県   | 29分先行放送。 |
|                         | 金曜 1:29 - 1:59（木曜深夜） | 毎日放送     | 近畿広域圏 | 製作局         |
| 2025年1月14日 - 3月4日  | 火曜 0:00 - 0:30（月曜深夜） | テレビ埼玉   | 埼玉県     |                |
| 2025年1月15日 - 3月5日  | 水曜 0:30 - 1:00（火曜深夜） | 群馬テレビ   | 群馬県     |                |
| 2025年1月16日 - 3月6日  | 木曜 1:00 - 1:30（水曜深夜） | とちぎテレビ | 栃木県     |                |
|                         | 木曜 23:00 - 23:30           | チバテレ     | 千葉県     |                |

| 毎日放送 ドラマフィル                              | 毎日放送 ドラマフィル        | 毎日放送 ドラマフィル |
| 前番組                                             | 番組名                       | 次番組                |
| -------------------------------------------------- | ---------------------------- | --------------------- |
| ラブライブ! スクールアイドルミュージカル the DRAMA | コールミー・バイ・ノーネーム | 熱愛プリンス          |